# Francesca Dellera
Francesca Dellera (nacida Francesca Cervellera el 2 de octubre de 1965 en Latina) es una actriz y modelo italiana.

## Biografía y trayectoria artística
Dellera nació y se crio en la localidad italiana de Latina. Años después, se mudó a Roma para iniciar su carrera como modelo. Se hizo famosa gracias a Tinto Brass, quien la eligió para el papel principal en Amor y pasión (1987). Al año siguiente cosechó un gran éxito con la miniserie de televisión La romana, dirigida por Giuseppe Patroni Griffi, que contó también con la actuación de Gina Lollobrigida.
En 1991 fue la actriz principal en la película La carne, del director Marco Ferreri, que entró en el Festival de Cine de Cannes de 1991. Posteriormente, Dellera se mudó a París, donde tuvo un romance con Christopher Lambert.  En 1994 protagonizó L'Ours en peluche de Jacques Deray, junto a Alain Delon, y tras esta película pasó a actuar principalmente en series de televisión.